# Buvramadichaur
Buvramadichaur (nep. बम्रमाडीचौर) – gaun wikas samiti w zachodniej części Nepalu w strefie Karnali w dystrykcie Jumla. Według nepalskiego spisu powszechnego z 2001 roku liczył on 214 gospodarstw domowych i 1228 mieszkańców (589 kobiet i 639 mężczyzn).